# 2018 en économie (activité humaine)
| • Chronologie générale de l'économie • |

| • Chronologie générale de l'économie • |

| Années de l'économie : 2015 - 2016 - 2017 - 2018 - 2019 - 2020 - 2021    |
| Décennies de l'économie : 1980 - 1990 - 2000 - 2010 - 2020 - 2030 - 2040 |

Cet article présente les faits marquants de l'année 2018 en économie.

## Évènements
- 16 janvier : Fermeture de la cryptomonnaie Bitconnect, lancée en 2016.
- 20 février : Lancement de la cryptomonnaie Petro, annoncée en décembre 2017.
- Septembre : Lancement de la cryptomonnaie USD Coin, annoncée le 15 mai de la même année.